# Вікторія К'єр Тейлвіг
Вікторія К'єр Тейлвіг (дан. Victoria Kjær Theilvig; нар. 13 листопада 2003, Герлев, Данія) — данська модель і володарка титулу «Міс Всесвіт» 2024 року, перша данка — володарка цього титулу.
На «Міс Данія» 2021 року посіла друге місце. Також представляла Данію на конкурсі «Міс Ґранд Інтернешнл» 2022 року, потрапивши до першої двадцятки.

## Ранні роки
Народилася 13 листопада 2003 року в Герлеві, передмісті Копенгагена, де й виросла. Її сім'я була неблагополучною, яка боролася з наркозалежністю, а сама К'єр Тейлвіг була жертвою зґвалтувань і фізичного насильства. Навчалася в гімназії Lyngby Handelsgymnasium, де вивчала бізнес і маркетинг. Згодом стала професійною танцівницею і виступав за обізнаність про психічне здоров'я, права тварин і підприємництво в індустрії краси.

## Конкурси краси
Вперше взяла участь у конкурсі краси 2021 року, ставши учасницею «Міс Данія 2021», за результатами якого посіла друге місце. Наступного року вона була призначена «Міс Ґранд Данія» та представляла країну на «Міс Ґранд Інтернешнл» 2022 року, який проходив в Індонезії, зрештою потрапивши до двадцятки найкращих.
У вересні 2024 року Емма Гейст, володарка титулу «Міс Данія 2024», відмовилася брати участь у «Міс Всесвіт 2024» через недостатню підготовку. Представляти країну обрали К'єр Тейлвіг.

### «Міс Всесвіт 2024»
16 листопада представляла Данію на конкурсі «Міс Всесвіт 2024», який відбувся в Мехіко, і стала переможницею. Вона — перша данка-володарка цього титулу, і друга білявка після австралійки Дженніфер Гокінс («Міс Всесвіт-2004»), якій це вдалося. Крім того, вона — друга данка, яка виграла один з міжнародних конкурсів краси Великої четвірки після Катарини Свенссон, яка стала «Міс Земля 2001».
Під час попереднього конкурсу представляла національний костюм богині-войовниці вікінгів із червоно-золотим орнаментом. У раунді 5 найкращих запитань і відповідей на запитання: «Як би ви прожили своє життя інакше, якби знали, що вас ніхто не засудить?» вона відповіла:
Я ніколи не змінила б своє життя. Ми вчимося на своїх помилках. Вчимося кожен день. Дізнаємося щось нове, і ми повинні взяти це і перенести це в майбутнє. Ось чому я живу кожен день кожним днем, і я просто повинна залишатися позитивною. Тому ні, я б нічого не змінювала.
Під час останнього раунду запитань і відповідей на запитання: «Міс Всесвіт надихнула покоління жінок. Що ти хочеш сказати тим, хто слідкує за тобою зараз?» вона відповіла:
Моє послання всьому світу, який стежить за подією, незалежно від того, звідки ви родом, незалежно від вашого минулого, ви завжди можете перетворити це на свої сильні сторони. Це ніколи не визначає, ким ви є. Потрібно просто продовжувати боротися. Я стою тут сьогодні, тому що хочу змінитися. Я хочу творити історію. І ось що я роблю сьогодні. Тому ніколи не здавайтеся, завжди вірте в себе та свої мрії, і це саме те, що ви збираєтеся робити.
Шейнніс Паласіос з Нікарагуа, володарка титулу за попередній рік, нагородила К'єр Тейлвіг титулом «Міс Всесвіт 2024».